# 원 오브 더 베이스
《원 오브 더 베이스》(영어: One of the Baes)는 2019년 방영된 필리핀의 드라마이다.